# 심희
심희(審希, 856년 1월 21일(음력 855년 12월 10일)~ 923년 5월 12일(음력 4월 24일))는 신라 말기의 승려이다. 속성은 김(金)씨. 시호는 진경대사(眞鏡大師), 탑호는 보월능공(寶月凌空)이다.

## 개요
봉림사진경대사보월능공탑비(鳳林寺眞鏡大師寶月凌空塔碑)에 심희의 일대기를 기록하고 있는데 그 가운데 심희의 조상에 대한 언급이 있다.
원문: 大師諱審希俗姓新金氏其先任那王族草拔聖枝每苦隣兵投於我國遠祖興武大王鼇山稟氣鰈水騰精握文符而出自相庭携武略而高扶王室▨▨終平二敵永安兎郡之人克奉三朝遐撫辰韓之俗
이를 "대사(大師)의 이름은 심희(審希)요, 속성은 김씨(金氏)이니, 그 선조는 임나(任那)의 왕족이요, 풀에서 성스러운 가지를 뽑았다. 이웃나라의 침략에 괴로워하다가 우리나라에 투항하였다. 먼 조상(遠祖)인 흥무대왕(興武大王)은 오산(鼇山)의 정기를 타고, 바다(鰈水)의 정기에 올라서, 문신의 길조를 잡아 재상의 뜰에 나왔고, 무신의 지략을 잡아 왕실을 높이 부양하였으며, 평생토록 ▨▨하여 두 적이 영원히 안정되고 토군(兎郡)의 사람들이 능히 세 조정을 받들어 멀리 진한(辰韓)의 풍속을 어루만졌다."라고 번역하여 심희를 흥무대왕(김유신)의 출신국인 금관가야의 후손으로 보는 견해가 지배적이다. 또한 이로써 임나가 곧 금관가야라는 증거로 삼았다.

## 같이 보기
- 임나
- 봉림사지 진경대사탑